# Béla Markó

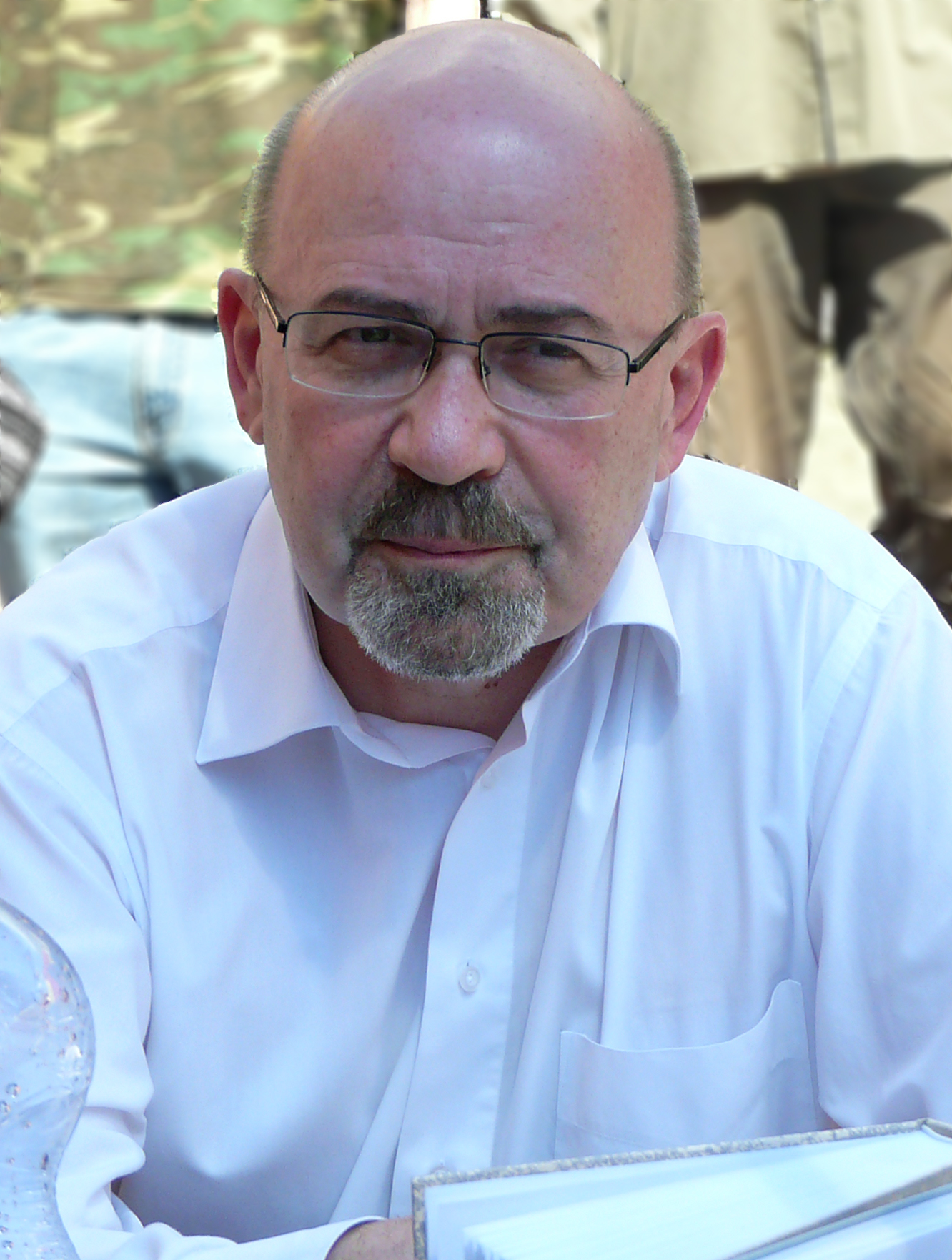
Béla Markó (2010)

Béla Markó (Târgu Secuiesc, 8 september 1951) is een Roemeens politicus en schrijver, afkomstig uit de Hongaarse minderheid in Roemenië. Hij is lid van de Democratische Unie van Hongaren in Roemenië (UDMR), waarvan hij tussen 1993 en 2011 de voorzitter was.
Namens zijn partij had Markó tussen 1990 en 2016 zitting in de Roemeense senaat. Hij nam deel aan de Roemeense presidentsverkiezingen van 2004 en belandde met 5,1% van de stemmen op de vierde plaats. Eind december 2004 werd hij minister van staat in het kabinet-Popescu-Tăriceanu, dat onder leiding stond van premier Călin Popescu-Tăriceanu (PNL). Hij was er bevoegd voor Cultuur, Onderwijs, Onderzoek en Europese Integratie. Tijdens zijn ambtstermijn, in januari 2007, trad Roemenië toe tot de Europese Unie. In juli 2007 stapte hij op om zich te concentreren op de UDMR-verkiezingscampagnes voor de aankomende Europese, lokale en nationale verkiezingen. 
Tussen december 2009 en mei 2012 was Markó vicepremier in de kabinetten van Emil Boc en Mihai Răzvan Ungureanu.